# سدریک پاتی
سدریک پاتی (انگلیسی: Cédric Paty؛ زادهٔ ۲۵ ژوئیهٔ ۱۹۸۱) بازیکن هندبال اهل فرانسه است.
وی همچنین برندهٔ جوایزی همچون لژیون دونور (شوالیه) شده‌است.